# Sport Club Italia Sezione Calcio Nazionale Lombardia 1919-1920
Questa pagina raccoglie le informazioni riguardanti lo Sport Club Italia Sezione Calcio Nazionale Lombardia nelle competizioni ufficiali della stagione 1919-1920.

## Avvenimenti
La fusione fra lo S.C. Italia e il Nazionale Lombardia F.B.C. è già avvenuta quando sulle colonne della Gazzetta dello Sport del 26 settembre 1919 si dà notizia a tutte le società di inviare la corrispondenza all'indirizzo dello S.C. Italia al Caffè Teatro Carcano.

## Organigramma societario
Area direttiva
- Presidente: Carlo Chiabotti
- Pres.Onorario: Giulio Meregalli
- Vicepresidente: Felice Zanetti
- Cassiere: Luigi Cornali
- Economo: Luigi Turati
- Consiglieri: Rodolfo Colombo, Alessandro Mastrazzi, ten. Gerolamo Meda, Pietro Menotti, Algiso Rampoldi, ing. Samuele Fischer, Giuseppe Gorletti, Carlo Butti, Augusto Frattini.
- Revisori: avv. Alcide Castelli, Arnaldo Bonetti.
- Sede: Caffè Teatro Carcano, Corso di Porta Romana 50, tel. 10-0-22.
- Campo: Via Trivolzio 24 (di fronte alla Baggina), tramway 16.

Area organizzativa
- Segretario: Giovanni Frigeri-Vismara
- Vice-Segretario: Giulio Ronchi

Area tecnica
- Commissione Tecnica

## Rosa
| N. |                   | Ruolo | Calciatore         |
| -- | ----------------- | ----- | ------------------ |
|    | Italia (bandiera) | A     | Carlo Ballerini    |
|    | Italia (bandiera) | A     | Emanuele Bianchi   |
|    | Italia (bandiera) | A     | Boccadoli          |
|    | Italia (bandiera) | A     | Branduardi         |
|    | Italia (bandiera) | C     | Luigi Corio        |
|    | Italia (bandiera) | C     | Costa              |
|    | Italia (bandiera) | D     | Mario Fallai       |
|    | Italia (bandiera) | D     | Grossi             |
|    | Italia (bandiera) | C     | Guagnini           |
|    | Italia (bandiera) | C     | Pasquale Guzzetti  |
|    | Italia (bandiera) | A     | Ernesto Maggi      |
|    | Italia (bandiera) | A     | Giovanni Maggioni  |
|    | Italia (bandiera) | A     | Angelo Maltagliati |

| N. |                   | Ruolo | Calciatore         |
| -- | ----------------- | ----- | ------------------ |
|    | Italia (bandiera) | A     | Alberardo Manzini  |
|    | Italia (bandiera) | A     | Memè (II)          |
|    | Italia (bandiera) | A     | Ermanno Missaglia  |
|    | Italia (bandiera) | C     | Muggiani           |
|    | Italia (bandiera) | D     | Pavesi             |
|    | Italia (bandiera) | P     | Filippo Pellizzoni |
|    | Italia (bandiera) | A     | Porcelli           |
|    | Italia (bandiera) | P     | Pozzi              |
|    | Italia (bandiera) | C     | Reoli              |
|    | Italia (bandiera) | C     | Scotti             |
|    | Italia (bandiera) | A     | Sorvina            |
|    | Italia (bandiera) | A     | Angelo Ugazio      |